# Sweet Black Angel
"Sweet Black Angel" er en sang fra The Rolling Stones, og den er fra deres 1972 album Exile on Main St..
Skrevet af Mick Jagger og Keith Richards er ”Sweet Black Angel” en af de få sange med politisk inspiration fra The Rolling Stones. Sangen er en countryblues-ballade, og skrevet omkring aktivisten Angela Davis, der blev sigtet for mord på det tidspunkt.  Steve Kurutz sagde i sin anmeldelse:”  Hvis lytteren aldrig har hørt om Angela Davis, kunne denne nemt overse den politiske tekst, og forsvinde i sangens melodi. Alligevel, ved at kende sangens kerne, indser man hvor kvikt og klogt Micks tekst er, selvom han gemmer sig. ”
Indspilningerne foregik i Los Angeles Sunset Sound Studios i månederne december, 1971, og marts, 1982. Med Jagger som forsanger og mundharmonikaspiller, Richards og Mick Taylor på guitarer. Bill Wyman på bass, og Charlie Watts på trommerne. Richard "Didymus" Washington spillede marimbas på nummeret, mens producer Jimmy Miller tog sig af perkussion. Koret bestod kun af Richards. 

## Eksterne kilder og henvisninger
- Officiel tekst Arkiveret 11. april 2008 hos  Wayback Machine
- Tekst og info om ”Sweet Black Angel”